# 西園寺姞子
西園寺 姞子（さいおんじ きつし、嘉禄元年（1225年） - 正応5年9月9日（1292年10月20日））は、後嵯峨天皇の中宮。西園寺実氏の長女で、母は四条隆衡の娘・四条貞子（北山准后）。後深草・亀山両天皇の生母、女院。院号は大宮院（おおみやいん）。法名は遍智覚（へんちかく）。

## 生涯
仁治3年（1242年）1月の後嵯峨天皇の即位を受けて、6月10日に急遽18歳にして同天皇の女御となり、その2か月後の8月9日に中宮に冊立された。姞子の入内の背景には祖父の西園寺公経の意向があったと考えられているが、公経が執権北条泰時の危篤（6月15日死去）の情報をつかみながら入内を強行した背景には、西園寺家の娘を后妃にするために摂関家の機先を制して入内を実現させることと後嵯峨天皇に近侍している平棟子が懐妊しているという情報を得たからとみられている（11月に棟子は宗尊親王を出産している）。
姞子は、翌寛元元年（1243年）6月11日、皇子久仁親王を生み、久仁は8月10日に立太子された。後嵯峨天皇は、寛元4年正月29日に譲位、久仁が践祚して後深草天皇となった。そして、姞子は、宝治2年（1248年）6月18日、院号宣下を受けて大宮院となった。さらに翌建長元年（1249年）5月27日には、皇子恒仁（後の亀山天皇）を生んでいる。
後嵯峨上皇（後に法皇）とは夫婦仲が良く6名の子女に恵まれたが、文永9年（1272年）に夫に先立たれたのを機に出家した。法皇の遺産はその遺詔によって彼女と円助法親王（後嵯峨院の庶長子）が処分することとなり、彼女や子女に遺産が分配されることになったが、遺詔の中に鳥羽離宮や六勝寺を次の治天の君に与えるとだけ書かれて具体的な選任は鎌倉幕府に一任されていた。困惑した幕府は姞子に後嵯峨院の真意について質すこととした。これに対して姞子は亀山天皇を推挙する意向であると回答し、幕府はそれに従って亀山天皇に次の治天の君を要請した。姞子は当時の皇太子の世仁親王（後宇多天皇）が亀山天皇の実子であり、父親の亀山天皇が治天の君として院政を行う事が妥当とする趣旨による回答であったが、治天の君が皇位継承における決定権を有したために結果的に亀山天皇の子孫が皇位を継承する可能性が確実となり、これに亀山天皇の兄である後深草上皇が反発して円助法親王と亀山天皇の策動を疑い、太上天皇の尊号辞退と出家の意思を表明した。この事態に困惑した幕府は後深草上皇の子・熈仁親王（後の伏見天皇）を皇太子に立てて、皇位の両統迭立のきっかけとなった。
こうした周囲の混乱を横目に2代の天皇の国母となった姞子は、実家である西園寺家の支援もあり内外の崇敬を得た。『増鏡』には弘安8年（1285年）に彼女が開いた母・貞子（准后）の九十賀（90歳の祝賀）の盛大な様子が描かれている。
正応5年（1292年）に68歳で崩じ、粟田山陵（京都市左京区）に葬られた他、聖徳太子の墓所がある叡福寺（大阪府太子町）内に分骨されて宝篋印塔（分骨塔）が建てられた。